# 이민자 (2013년 영화)
《이민자》(영어: The Immigrant)는 제임스 그레이가 연출한 2013년 공개된 미국의 드라마 영화이며, 마리옹 코티야르, 호아킨 피닉스, 제러미 레너등이 출연했다. 2013년 칸 영화제에서 황금종려상 후보에 올랐다. 이 영화의 가제는 《로우 라이프 (Low Life)와 나이팅게일 (Nightingale)》이었다.

## 출연진
- 마리옹 코티야르 - 에바 시불스카
- 호아킨 피닉스 - 브루노 와이스
- 제레미 레너 - 마술가 올란도 / 에밀
- 옐레나 솔로베이 - 로지 허츠
- 다그마라 도민치크 - 벨바
- 마야 밤푸시츠 - 에디타 이모
- 앤절라 새러피언 - 마그다 시불스카
- 일랴 볼로흐 - 보이테크
- 안토니 코로네 - 토머스 맥낼리
- 딜런 허티건 (Dylan Hartigan) - 로저
- 디디 룩스 (DeeDee Luxe) - 밴디츠 루스 타트
- 가브리엘 러시 (Gabriel Rush) - 배달 소년
- 케빈 캐넌 - 선교사
- 소피아 블랙 델리아 - 마그다로 오해한 인물